# François de Bovet
François de Bovet (* 21. März 1745; † 6. April 1838) war Bischof von Sisteron seit 1789 und Erzbischof von Toulouse seit 1817.
François de Bovet wurde am 13. September 1789 in Paris zum Bischof geweiht.
Da einerseits nicht bekannt ist, welcher Bischof ihn geweiht hatte, hat, andererseits zahlreiche einige lebende Bischöfe der römisch-katholischen Kirche ihre Sukzessionswurzel bei ihm haben, hat dieser Bischof in dieser Hinsicht eine große Bedeutung für die römisch-katholische Kirche.